# Huarjata
La huarjata es un plato típico de las gastronomías boliviana y peruana cuyo principal ingrediente es la cabeza del cerdo o del cordero.

## Ingredientes
El platillo consiste en trozos de cabeza de cerdo cocida y condimentados con ají amarillo. La huarjata se acompaña con arroz blanco, papa hervida y chuño o tunta. Se sirve acompañado de salsa criolla.
Una variante del departamento de Puno (Perú) consiste en reemplazar el cerdo por pescado.

## Reconocimiento
En 2019, la huarjata compitió junto a otros 15 platillos por el título de "plato bandera" del departamento de La Paz.